# De Umyndige
|  | Denne artikel er oprettet af botten Steenthbot ud fra en ekstern database. Den kan derfor have sproglige fejl eller mangler. Denne skabelon kan fjernes efter kontrol af indholdet. |

De Umyndige er en dansk dokumentarfilm fra 2023 om børne- ungekrisecenteret Joannahuset, instrueret af Mette Korsgaard.

## Handling
De umyndige er fortællingen om børn og unge, der søger hjælp og husly på Joannahuset, Danmarks eneste krisecenter for børn under 18 år. De fleste er flygtet fra vold i hjemmet eller anden svigt og uholdbare situationer – enkelte lever i en form for hjemløshed. De beder om hjælp til at komme væk og ønsker mere end noget andet et trygt sted at bo. Fælles for dem er, at de ikke føler sig hørt af myndighederne. Stifteren af krisecenteret, Jette Wilhelmsen, og hendes personale og frivillige tager imod de unge, giver dem husly, gaver, penge og støtter dem i at komme i dialog med myndighederne og sørger for, at de bliver hjulpet i forhold til egne rettigheder fx. ved at skrive underretninger og klager. Joannahuset er siden denne dokumentar blevet kritiseret af flere børn, forældre og kommuner for deres metoder.